# Сант-Андреа-дель-Гарильяно
Сант-Андреа-дель-Гарильяно, Сант-Андреа-дель-Ґарильяно (італ. Sant'Andrea del Garigliano) — муніципалітет в Італії, у регіоні Лаціо, провінція Фрозіноне.
Сант-Андреа-дель-Гарильяно розташований на відстані близько 130 км на південний схід від Рима, 55 км на південний схід від Фрозіноне.
Населення — 1539 осіб (2014).
Покровитель — Sant'Andrea.

## Демографія
Населення за роками:

Станом на 1 січня 2023 року в муніципалітеті офіційно проживали 52 іноземці з 10 країн, серед них 32 громадяни країн Євросоюзу та 3 громадяни України.

## Сусідні муніципалітети
- Кастельфорте
- Рокка-д'Евандро
- Сант-Амброджо-суль-Гарильяно
- Сант-Аполлінаре
- Валлемайо